# Łukasz Brządkowski
Łukasz Andrzej Brządkowski (ur. 15 lipca 1980 w Tczewie) – polski samorządowiec, od 2024 prezydent Tczewa.

## Życiorys
Ukończył studia politologiczne na Uniwersytecie Gdańskim oraz podyplomowe z zarządzania na Politechnice Gdańskiej. Był współtwórcą inicjatywy Dawny Tczew – Wirtualne Muzeum Miasta oraz Społecznego Komitetu Odbudowy Mostu działającego na rzecz odbudowy mostu tczewskiego. W 2018 uzyskał mandat do rady miasta Tczewa z listy Stowarzyszenia Inicjatywa Samorządowa. W 2024 ogłoszony kandydatem stowarzyszenia Samorząd OdNowa na urząd prezydenta Tczewa. W I turze głosowania zajął pierwsze miejsce z wynikiem 47,45% głosów, w II turze pokonał ubiegającego się o reelekcję prezydenta Mirosława Pobłockiego, zdobywając 66,04% poparcia. Objął urząd 7 maja 2024.